# 黄金柑

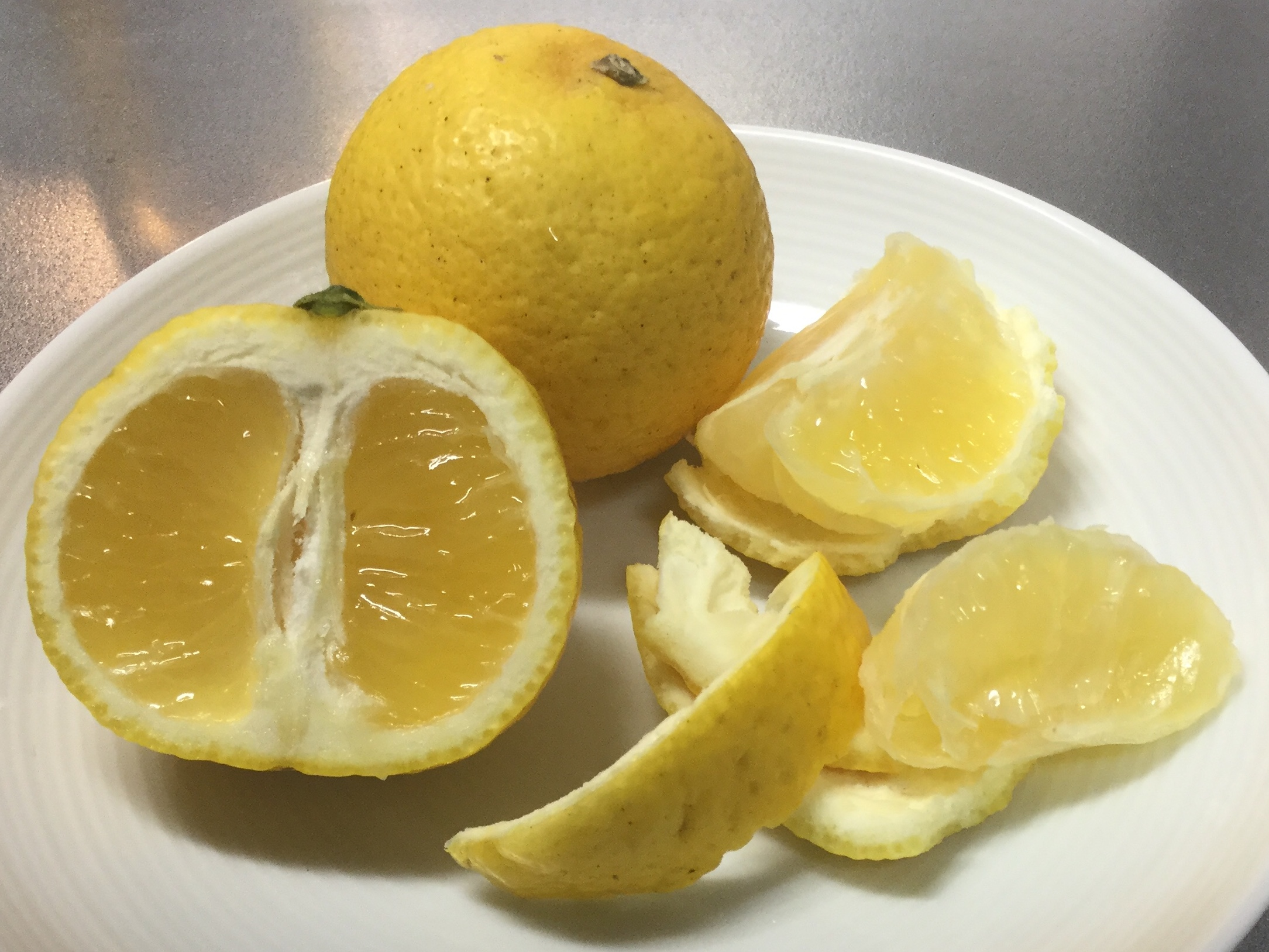

黄金柑（日语：黄金柑、おうごんかん）是日本的一種柑橘類「黄蜜柑」的通稱，在神奈川縣通稱為黃金橙（ゴールデンオレンジ）。2010年，日本的黃金柑收穫量有137.3噸，其中神奈川縣產量有93.4噸，佔全國的 68%。其次是靜岡縣的25.0噸，愛媛縣的13.9噸，高知縣的5噸。主要產地有小田原市、湯河原町、沼津等地。

## 外部連結
- 農林水産省品種登録データベース （页面存档备份，存于）
- 果物統計 （页面存档备份，存于）
- 黄金柑[]